# Aurélia Georges
Aurélia Georges est une réalisatrice française née en 1973 à Paris.

## Biographie
Aurélia Georges est diplômée de la Femis (département réalisation, promotion 2002).
Elle a collaboré à la revue L'art du cinéma. Membre du conseil d'administration de l'ACID, elle a été coprésidente de cette structure en 2009, 2010 et 2013.

## Filmographie

### Actrice
- 2005 : Mistrz de Piotr Trzaskalski

### Réalisatrice

#### Courts métrages
- 2002 : Sur la pente
- 2012 : Le Fleuve Seine

#### Longs métrages
- 2008 : L'Homme qui marche
- 2014 : Le cinéma français se porte bien (coréalisatrice)
- 2014 : La Fille et le Fleuve[3]
- 2021 : La Place d'une autre